# John Lowell Gardner

Der Hafen von Salem im 18. Jahrhundert

John Lowell "Jack" Gardner II (* 26. November 1837 in Brookline (Massachusetts); † 10. Dezember 1898 ebenda) war ein amerikanischer Geschäftsmann, Kunstsammler und Mäzen. Aus der von ihm und seiner Gattin Isabella Stewart Gardner (auch Mrs. Jack Gardner) aufgebauten Kunstsammlung ist das Isabella Stewart Gardner Museum in Boston entstanden.
Gardner stammte aus einer Reederfamilie. Seine Mutter, Catherine Elizabeth Peabody (1808–1883) aus Brookline, war die Tochter von Elizabeth (1767–1854) und Joseph Peabody (1757–1844), einem Reeder aus Salem (Massachusetts), der mit dem Import von Pfeffer aus Sumatra zu einem der reichsten Männer der USA geworden war. Auch Gardners Vater John Lowell Gardner (1804–1884) war als Reeder tätig, in Partnerschaft mit Joseph Peabody.
Nach Studien an der Harvard University trat Jack in das Familienunternehmen ein, dessen Interessen sich auch auf Eisenbahnen und Bergbaubetriebe erstreckten. Er heiratete Isabella Stewart am 10. April 1860. Fünf Monate später, am 9. September 1860, hatte sie eine Totgeburt. Auch ihr zweites Kind, John Lowell Gardner III (1863–1865), wurde nicht einmal zwei Jahre alt. Danach widmete sich das Paar vornehmlich dem Reisen und der Kunst.